# Severino Poletto

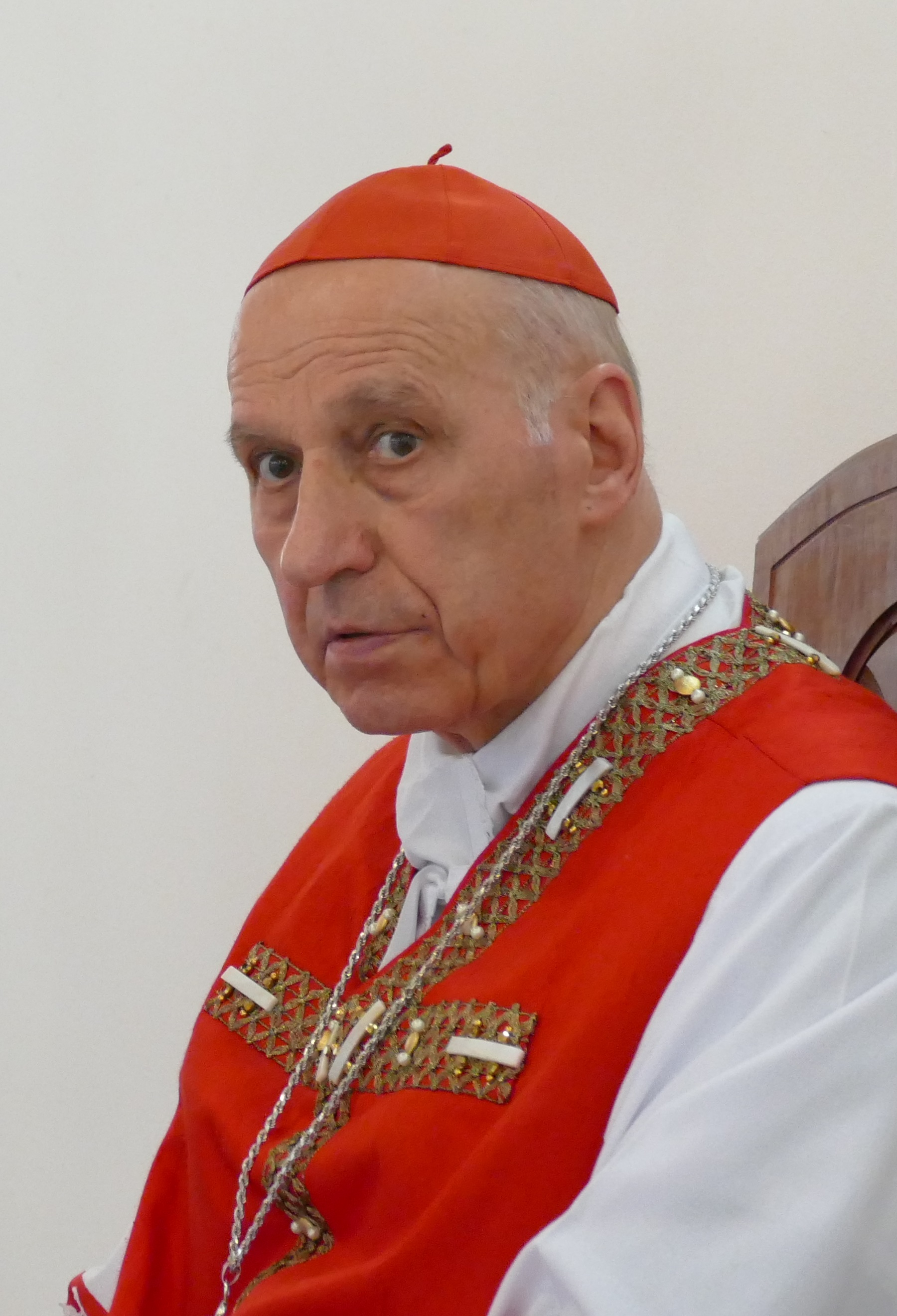
Severino Kardinal Poletto (2015)

Wappen von Severino Kardinal Poletto

Severino Kardinal Poletto (* 18. März 1933 in Salgareda, Provinz Treviso; † 17. Dezember 2022 in Testona di Moncalieri) war ein italienischer Geistlicher und Erzbischof von Turin sowie Kardinal der römisch-katholischen Kirche.

## Leben
Severino Poletto wurde am 29. März 1933 in der Pfarrei S. Michele Arcangelo in Salgareda getauft und dort am 17. November 1940 von Antonio Mantiero, Bischof von Treviso, gefirmt. Nach dem Umzug der Familie wuchs er im Piemont auf; er war jüngstes von 11 Kindern.
Nach Beginn seines Studiums der Katholischen Theologie und Philosophie am Priesterseminar in Treviso wechselte er 1953 – im Todesjahr seines Vaters – an das Große Priesterseminar von Casale Monferrato und empfing am 29. Juni 1957 für die Diözese Casale Monferrato die Priesterweihe durch Bischof Giuseppe Angrisani. Im Jahr seiner Priesterweihe verlor er auch seine Mutter bei einem Autounfall. Anschließend war er Disziplinarpräfekt des Casale-Seminars und Leiter des diözesanen Berufungswerks. In den Jahren bis 1965 wirkte er als Kurat in Montemagno und Disziplinarpräfekt am Priesterseminar seines Heimatbistums. Von 1965 bis 1980 war er Pfarrer in Casale Monferrato, einem Einwanderungs- und Arbeiterwohngebiet. Während dieser Zeit sammelte er über einen längeren Zeitraum durch Teilzeitarbeit in einer Fabrik Erfahrungen als Arbeiterpriester. Nach weiterführenden Studien  erwarb er 1977 das Lizentiat im Fach Moraltheologie am Alphonsianum der Päpstlichen Lateranuniversität in Rom. Im Herbst desselben Jahres wurde er zum bischöflichen Delegierten für die Seelsorge ernannt.
Papst Johannes Paul II. ernannte ihn am 3. April 1980 zum Koadjutorbischof von  Fossano. Die Bischofsweihe spendete ihm am 17. Mai 1980 in der Kathedrale von Casale Monferrato Kardinal Anastasio Alberto Ballestrero, Erzbischof von Turin, Mitkonsekratoren waren Carlo Cavalla, Bischof von Casale Monferrato, und Erzbischof Giovanni Dadone, Bischof von Fossano. Am 29. Oktober 1980 wurde er zum Bischof von Fossano ernannt. Poletto war zehn Jahre lang Sekretär der Piemontesischen Bischofskonferenz. In der Italienischen Bischofskonferenz war er Mitglied des Ständigen Rates und nahm seit 1985 an der Kommission für die Familie teil, deren Präsident er auch war. Von 1989 bis 1999 war Poletto Bischof von Asti. Seit Juni 1999 war er Erzbischof von Turin.
Am 21. Februar 2001 nahm ihn Papst Johannes Paul II. als Kardinalpriester der pro hac vice zur Titelkirche erhobenen Titeldiakonie San Giuseppe al Trionfale in das Kardinalskollegium auf.
Er war Teilnehmer am Konklave 2005, aus dem Joseph Kardinal Ratzinger als Papst Benedikt XVI. hervorging.
Am 11. Oktober 2010 nahm Papst Benedikt XVI. das von Kardinal Poletto aus Altersgründen vorgebrachte Rücktrittsgesuch vom Amt des Erzbischofs von Turin an.
Nach dem Amtsverzicht Benedikts XVI. nahm er kurz vor Vollendung seines 80. Lebensjahres zum zweiten Mal an einer Papstwahl teil. Beim Konklave 2013 wurde Jorge Mario Kardinal Bergoglio als Papst Franziskus gewählt.
Severino Poletto starb am 17. Dezember 2022 im Alter von 89 Jahren in Testona di Moncalieri.

## Mitgliedschaften
Kardinal Poletto war Mitglied folgender Dikasterien der Römischen Kurie:
- Kongregation für den Klerus (seit 2001)[4]
- Präfektur für die ökonomischen Angelegenheiten des Heiligen Stuhls (seit 2001)[5]
- Päpstliche Kommission für die Kulturgüter der Kirche (seit 2001)[5]